# 阿什維爾鎮區 (北卡羅萊納州班康縣)
阿什維爾鎮區（英語：Asheville Township）是位於美國北卡羅萊納州班康縣的一個鎮區。

## 地方資料
阿什維爾鎮區的面積為68.89平方千米，皆為陸地。根據2020年美國人口普查的數據，當地共有人口19838人，而人口密度為每平方千米287.97人。